# Гильом V (герцог Аквитании)
Гильом V Аквитанский, прозванный Великий (фр. Guillaume le Grand; около 969—31 января 1030, аббатство Мальезе (фр.)) — герцог Аквитании (995—1030) и граф Пуату (под именем Гильом III), представитель династии Рамнульфидов.

## Биография

Карта Франции в 1030 году

Гильом V Аквитанский был сыном герцога Гильома IV и его супруги Эммы Блуаской. Дочерью Гильома V была Агнеса де Пуатье, в будущем — императрица и регентша Священной Римской империи.
Гильом V был высококультурным и благочестивым правителем, сделавшим свой двор одним из интеллектуальных очагов южной Франции. Среди его близких друзей был хронист Фульхерий Шартрский. В то же время у герцога отсутствовали способности военачальника и стремление участвовать в военных походах, что позволило его соседям покушаться на владения Гильома V. Так, он попросил помощи у французского короля Роберта II против собственного вассала, графа де ла Марш, однако предпринятый ими поход оказался неудачным. Гильом был разбит также графом Анжуйским Фульком III и был вынужден ему уступить районы Лудуна и Миребо. В 1006 году владения Гильома V опустошили викинги. Позднее он передал в качестве вознаграждения своему вассалу, графу Ангулемскому, районы Конфолен, Рюффекуа и Шабанне.
Когда в 1024—1025 годах во Францию прибыли послы из Италии с тем, чтобы выбрать для своей страны короля, то, после переговоров с королём Франции по поводу кандидатуры его сына Гуго Магнуса, они обратились с предложением итальянской короны к герцогу Гильому V. Последний совершил специальную поездку в Италию и, ознакомившись со сложнейшей политической ситуацией в этой стране, отказался от короны и от своего имени, и от имени своих сыновей.
Важным источником по истории правления Гильома V Аквитанского является сочинение хрониста Адемара Шабанского, оставившего весьма положительную характеристику герцога как человека и правителя.

## Семья
Гильом V был женат три раза.
1-й брак: с Альмодис (Адальмодис) де Жеводан, вдовой Адальберта I, графа де ла Марш, у него родился сын, будущий герцог Аквитании Гильом VI.
2-й брак: с Санчей Гасконской, дочерью герцога Гаскони Санчо VI Гильома, у Гильома V родились дети: 
- Эд, герцог Аквитании и граф Пуату, герцог Гаскони, и Теобальд.
- Аделаида.

3-й брак: с Агнессой Бургундской, дочери герцога Бургундии Отто Гильома. У Гильома и Агнессы родились сыновья (оба — герцоги Аквитанские и графы Пуату):
- Гильом VII
- Гильом VIII

А также дочь Агнеса, супруга императора Священной Римской империи Генриха III.